# مرحبا بفض احتجاج روتوندا سبتمبر 1984
مرحبا بفض احتجاج روتوندا سبتمبر 1984 كان حادثًا تاريخيًا وقع في 27 سبتمبر 1984، حدث في وقت مقارب من نهاية إدارة فرديناند ماركوس، حيث قامت القوات الموالية لماركوس بإلقاء المياه وإطلاق الغاز المسيل للدموع على عدة آلاف من لمتظاهرين المسالمين الذين تجمعوا في مرحبًا روتوندا، في الحدود بين مدينة مانيلا ومدينة كويزون. كما أطلقوا النار على الحشد. أصيب زعيم الطلاب فيدل نيمينزو برصاصة في ظهره، وتعافى في النهاية من رصاصة إيه 16 التي أصابت الكبد والحجاب الحاجز والرئتين.
كان من بين المتظاهرين السناتور السابق لورينزو تانادا (80 عاما) وتشينو روسيس مؤسس مانيلا تايمز (71 عاما). نُشرت صور للحدث تُظهر اثنين من كبار السن يكافحان ضد رش المياه والغاز المسيل للدموع التي أطلقتها القوات الموالية لماركوس في منشورات صحفية مثل صحيفة ملايا ووي فورم. أدى هذا إلى مزيد من التراجع في دعم فرديناند ماركوس الذي كان يفقد بالفعل دعمًا كبيرًا في أعقاب اغتيال بنينو أكينو في العام السابق.
العديد من المتظاهرين الذين ظهروا بشكل بارز في التغطية المصورة أصبحوا فيما بعد قادة بارزين في المجتمع المدني ومسؤولين حكوميين. بصرف النظر عن لورنزو تانادا وتشينو روسيس وفيديل نيمينزو (الآن رئيس جامعة الفلبين ديليمان)، كان من بين المفكرين وقادة المعارضة والفنانين والصحفيين الذين شاركوا في المسيرة:
- ابن تانادا (وبعد ذلك أصبح السناتور) ويغبرتو تانادا.
- مندوب المؤتمر الدستوري (ومن ثم نائب الرئيس الفلبيني) تيوفيستو جوينجونا ،
- محامي حقوق الإنسان (والسيناتور لاحقًا) رينيه ساجويساج.
- الناشط في مجال حقوق الإنسان إد جارسيا
- تينجتينج كوجوانجكو فيما بعد حاكم تارلاك
- مصور صحيفة وي فورم ليتو أوكامبو
- الناشطة والكاتبة سوزان كيمبو
- المعلقة الإذاعية من سيبوانا نينيتا كورتيس دالوز
- مخرج الأفلام بيهن سرفانتس.